# Evenstad (przystanek kolejowy)
Evenstad – kolejowy przystanek osobowy w Evenstad, w regionie Hedmark w Norwegii, jest oddalony od Oslo Sentralstasjon o 227,68 km. Położony na wysokości 256,5 m n.p.m.

## Ruch pasażerski
Leży na linii Rørosbanen, jednej z dwóch równoległych linii kolejowych prowadzących z Oslo do Trondheim, mniej uczęszczanej i niezelektryfikowanej. Stacja obsługuje ruch dalekobieżny do Hamar, Røros oraz jedno połączenie dziennie do Trondheim S. 

## Obsługa pasażerów
Wiata, parking na 7 miejsc. Odprawa podróżnych odbywa się w pociągu.